# Тураев, Владимир Георгиевич
Владимир Георгиевич Тураев (род. 17 октября 1954 Ленинград СССР) — советский и российский математик.

## Биография
Закончил матмех ЛГУ (1975), в 1979 году защитил кандидатскую диссертацию под руководством Олега Виро в Математическом институте имени В. А. Стеклова РАН где получил степень кандидата физико-математических наук (1979). Работал в Страсбургском университете, затем перевёлся в Индианский университет. С 2016 года почётный член Американского математического общества. Главный редактор и основатель журнала «Квантовая топология».

## Научная деятельность
Тураев исследует низкоразмерную топологию, квантовую топологию и теорию узлов. В 1991 году Решетихин и Тураев опубликовали математическое определение новых топологических инвариантов трёхмерных 3-многообразий на основании теории квантовых групп в корнях из единиц, что соответствует математической реализации в квантовой теории поля, известные как инварианты Решетихина—Тураева. В 1992 году Тураев и Виро ввели новый метод для 3-многообразий, так называемый инвариант Тураева—Виро.

## Признание
В 1990 году был докладчиком на Международном конгрессе математиков в Киото, Япония. С Алексисиом Вирелизиер получил премию Феррана Суньера и Балагера в 2016 году за монографию «Моноидальные категории и топологическая теория поля».

### Статьи
- Turaev., V. G.  (англ.) = The Yang-Baxter equation and invariants of links. — Inventiones Mathematicae, 1988. — Iss. 92, no. 3. — P. 527—553. — doi:10.1007/BF01393746.
- Reshetikhin., N. Y. Ribbon graphs and their invariants derived from quantum groups (англ.) // Communications in Mathematical Physics[англ.]. — 1990. — Iss. 1, no. 127. — P. 1—26. — doi:10.1007/BF020964491.
- Turaev., V. G. Skein quantuzation of Poisson algebras of lopps on surfaces (англ.). — Annales Scientifiques de l'École Normale Supérieure[англ.], 1991. — Iss. 24, no. 6. — P. 635—704.
- Graña., M. Knot theory for self-indexed graphs (англ.) // Transactions of the American Mathematical Society. — 2005. — Iss. 357. — P. 535—553. — doi:10.1090/S0002-9947-04-03625-6.

### Книги
- Turaev V. G. Quantum invariants of Knots and 3-Manifolds, de Gruyter 1994. — 2nd Edition. — 2010[11], 3rd Edition. 2016[12].
- Kassel C., Rosso M. Quantum groups and knot invariants, SMF. — Panoramas et Synthéses. — 1997.
- Vershik A. M. Topology, ergodic theory, real algebraic geometry — Rokhlin’s memorial. — American Mathematical Society, 2001.
- Birkhäuser. Introduction to combinatorial torsions. — 2001.
- Birkhäuser. Trsions of 3-dimensional manifolds. — 2002.
- Kassel C. . — 2008[13][14]. — ISBN 0-387-33841-1.
- Homotopy quantum field theory. — European Mathematical Society. — 2010[15].
- Virelizier A. Monoidal Categories and Topological Field Theory. — 2015.
- Тураев В. Г. Топологическая Квантовая теория поля. — М.: ПостНаука, 2014. — Т. 5. — ISBN 9785971036944.
- Кассел К., Россо М., Тураев В. Г. Квантовые инварианты узлов и трёхмерных многообразий. — М.: Институт компьютерных исследований, 2002. — ISBN 5-93972-161-3.